# El tren de la bruja
El tren de la bruja és un curtmetratge de terror dirigit per Koldo Serra el 2003, coautor del guió amb Nacho Vigalondo, que va guanyar nombrosos premis i va rebre bones crítiques. Aquest curtmetratge no ha de ser confós amb l'atracció de fira.

## Argument
Un home s'ofereix com a conillet d'índies en un experiment que tracta d'analitzar la conducta humana en condicions de terror extrem. Haurà de romandre assegut en una cadira en una estada fosca si vol rebre una quantiosa suma de diners.

## Repartiment
- Manolo Solo
- Jon Ariño
- Héctor Alterio
- Nacho Marcos
- Santiago Guibert
- Fernando Calvo
- Elena Mendiola

## Premis
- Méliès de Oro (Millor Curtmetratge Europeu de Cinema Fantàstic, Amsterdam Fantastic Film Festival)
- Méliès de Plata (Millor Curtmetratge Europeu de Cinema Fantàstic, XXXVI Festival Internacional de Cinema Fantàstic de Catalunya)[3]
- Millor Curtmetratge XXXVI Festival Internacional de Cinema Fantàstic de Catalunya)
- Millor curtmetratge (triat pel públic a TerrorMolins, 2004)[4]
- Tercer premi (Certamen de Curts Aula 18 de San Martín del Rey Aurelio, 2004)
- Millor curtmetratge Fantàstic Espanyol (Setmana de Cinema Fantàstic i de Terror de Sant Sebastià, 2004)
- Millor curtmetratge de gènere negre (Festival internacional de cinema negre de Manresa, 2004)[5]